# The Lamb Ground
The Lamb Ground is een  voetbalstadion in de  Engelse stad  Tamworth (Staffordshire) dat plaats biedt aan 4.065 toeschouwers. Het stadion vormt sinds 1934 de thuisbasis van Tamworth FC, dat haar wedstrijden sinds het seizoen 2014-15 afwerkt in de National League North, en sinds 2017 ook van Aston Villa LFC uit de FA Women's Super League.